# Ozodicera fumipennis
Ozodicera fumipennis är en tvåvingeart som beskrevs av Friedrich Hermann Loew 1851. Ozodicera fumipennis ingår i släktet Ozodicera och familjen storharkrankar. Inga underarter finns listade i Catalogue of Life.